# NGC 4581
NGC 4581 (również PGC 42199 lub UGC 7801) – galaktyka eliptyczna (E), znajdująca się w gwiazdozbiorze Panny. Odkrył ją Edward Singleton Holden 20 kwietnia 1882 roku. Jest to galaktyka Seyferta typu 2.